# Cryptochetum vayssierei
Cryptochetum vayssierei är en tvåvingeart som beskrevs av Ghesquière 1950. Cryptochetum vayssierei ingår i släktet Cryptochetum och familjen Cryptochetidae. Inga underarter finns listade i Catalogue of Life.